# Кальдег (Фуман)
Кальдег (перс. كلده) — село в Ірані, у дегестані Лулеман, у Центральному бахші, шагрестані Фуман остану Ґілян. За даними перепису 2006 року, його населення становило 565 осіб, що проживали у складі 170 сімей.

## Клімат
Середня річна температура становить 14,21 °C, середня максимальна – 27,51 °C, а середня мінімальна – -1,46 °C. Середня річна кількість опадів – 910 мм.
| Клімат поселення                              | Клімат поселення | Клімат поселення | Клімат поселення | Клімат поселення | Клімат поселення | Клімат поселення | Клімат поселення | Клімат поселення | Клімат поселення | Клімат поселення | Клімат поселення | Клімат поселення | Клімат поселення |
| Показник                                      | Січ.             | Лют.             | Бер.             | Квіт.            | Трав.            | Черв.            | Лип.             | Серп.            | Вер.             | Жовт.            | Лист.            | Груд.            |                  |
| Середній максимум, °C                         | 7,82             | 9,48             | 12,61            | 18,42            | 22,37            | 25,49            | 27,51            | 27,47            | 24,91            | 20,91            | 15,96            | 11,69            |                  |
| Середня температура, °C                       | 3,17             | 4,82             | 7,96             | 13,77            | 17,71            | 20,84            | 23,15            | 23,11            | 20,53            | 16,55            | 11,60            | 7,33             |                  |
| Середній мінімум, °C                          | −1,46            | 0,18             | 3,32             | 9,13             | 13,07            | 16,18            | 18,78            | 18,73            | 16,16            | 12,17            | 7,24             | 2,96             |                  |
| Норма опадів, мм                              | 96               | 76               | 74               | 53               | 40               | 25               | 17               | 42               | 91               | 141              | 121              | 134              |                  |
| Середньомісячна швидкість вітру, м/с          | 2.20             | 2.36             | 2.40             | 2.30             | 2.30             | 2.59             | 2.51             | 2.36             | 2.16             | 2.10             | 1.96             | 1.96             |                  |
| Середньомісячна сонячна радіація, кДж/м²·день | 6815             | 9017             | 11128            | 15810            | 20090            | 22597            | 23407            | 19723            | 16231            | 11007            | 8582             | 6614             |                  |
| --------------------------------------------- | ---------------- | ---------------- | ---------------- | ---------------- | ---------------- | ---------------- | ---------------- | ---------------- | ---------------- | ---------------- | ---------------- | ---------------- | ---------------- |
| Джерело:                                      |                  |                  |                  |                  |                  |                  |                  |                  |                  |                  |                  |                  |                  |